# Billy Ray Waldon
Billy Ray Waldon (ur. 3 stycznia 1952), znany również jako Billy Joe Waldon lub Nvwtohiyada Idehesdi Sequoyah – amerykański seryjny morderca, który w 1986 r. stał się 399. zbiegiem wpisanym przez FBI na Listę Dziesięciu Najbardziej Poszukiwanych Zbiegów.
Waldon został zatrzymany 16 czerwca 1986 r. za przekroczenie prędkości. Niedługo na jaw wyszły jego kolejne przewinienia. W 1992 roku Ray został oskarżony o popełnienie trzech morderstw i skazany na śmierć, w 2023 jednak Sąd Najwyższy Kalifornii uchylił wyroki.
Waldon był też esperantystą, a także twórcą języka sztucznego Poliespo, bazowanego na esperanto.